# Slag bij Pliska

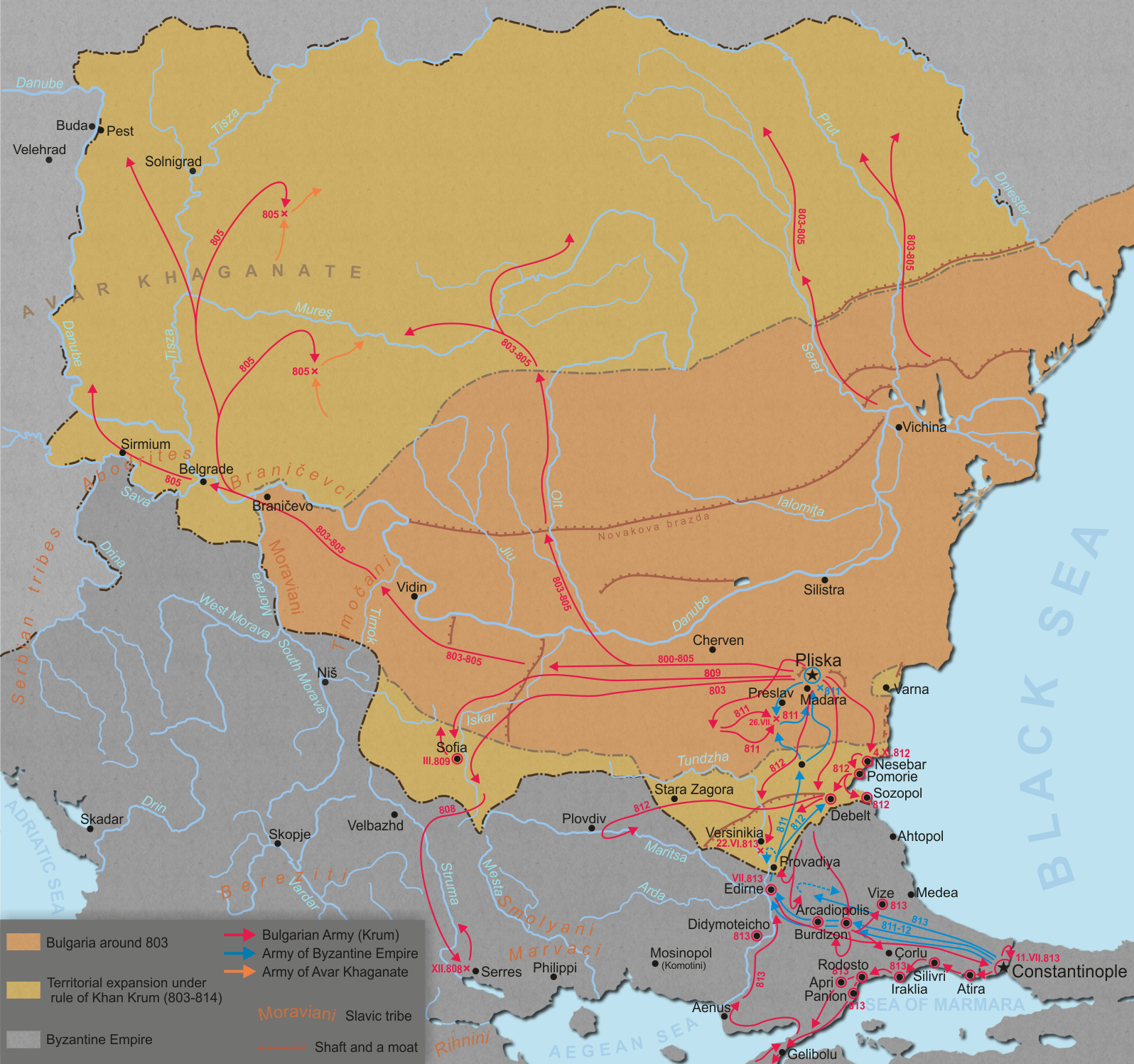
De veldslagen van khan Kroem

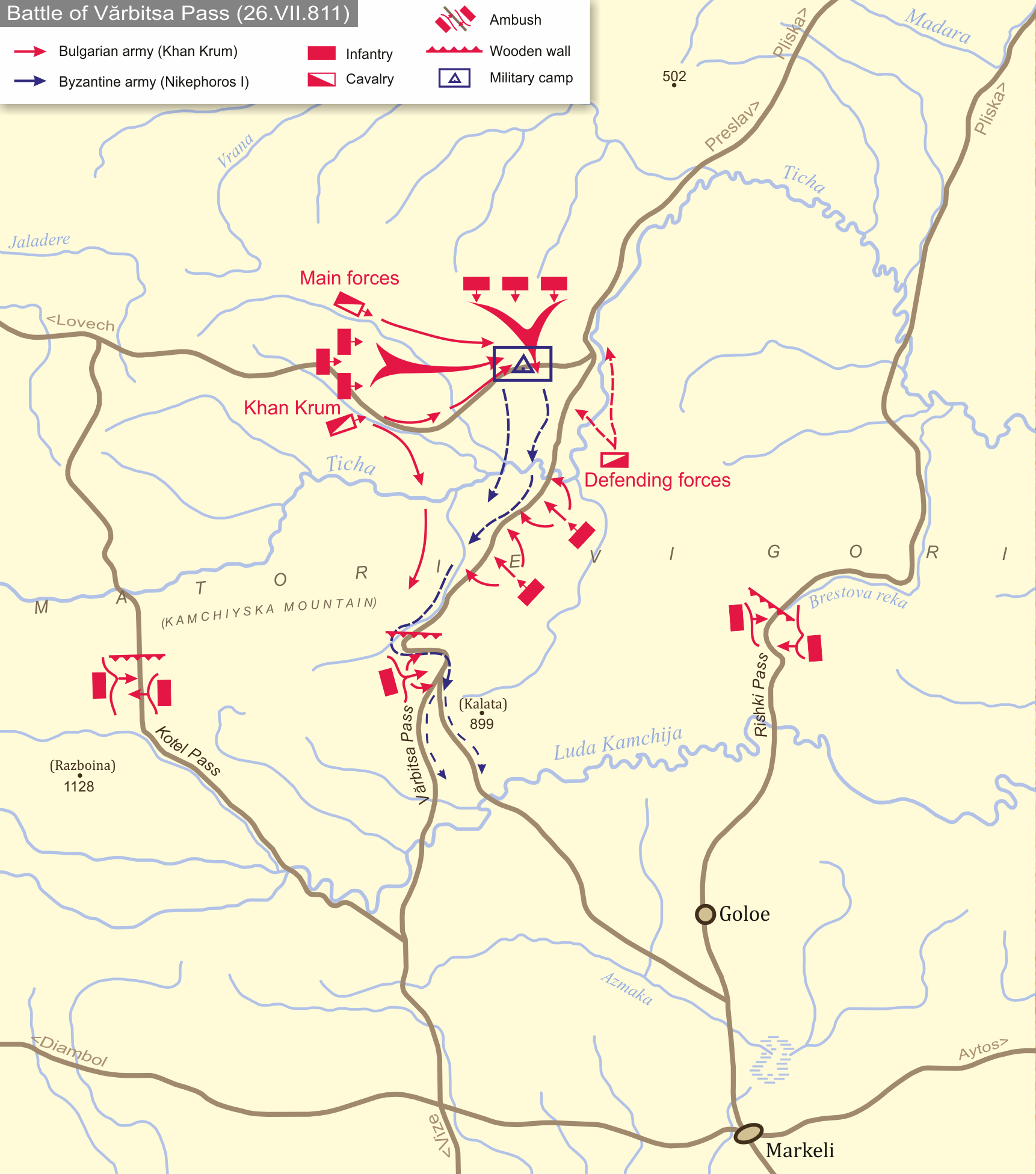
Slag bij de Vărbitsa Pas

De Slag bij Pliska vond plaats op 26 juli 811 nabij de historisch stad Pliska in Bulgarije. Het was een onderdeel van de Byzantijns-Bulgaarse oorlogen. Tegenover elkaar stonden de Byzantijnse keizer Nikephoros I en de Bulgaarse khan Kroem. Het werd een klinkende overwinning voor de Bulgaren. Keizer Nikephoros I sneuvelde en khan Kroem maakte van zijn schedel een drinkbeker.

## Achtergrond
Na een verloren slag tegen de Abbasiden en een verloren slag tegen de Bulgaren, waren de Byzantijnen beide partijen schatplichtig. Toen de Byzantijnen de betalingen stopten, hervatten de oorlogen en opnieuw verloren de Byzantijnen. Keizer Nikephoros bedacht het plan om de hoofdstad, Pliska van het Bulgaarse Rijk met de grond gelijk te maken en eens en voor altijd komaf te maken met de Bulgaren.

## De slag
Met een gigantisch leger, tussen de zestig à tachtigduizend soldaten, vertrok hij richting Balkan. In juni viel hij Bulgarije binnen en marcheerde door de Balkanpassen naar de hoofdstad Pliska. Op 20 juli verdeelde Nikephoros het leger in drie kolommen, die elk via een andere route naar Pliska marcheerden. Hij ondervond weinig weerstand  en na drie dagen bereikte hij de hoofdstad. Op 23 juli veroverden de Byzantijnen snel de weerloze hoofdstad. De stad werd geplunderd en het platteland verwoest. Khan Kroem probeerde om voor vrede te onderhandelen. Volgens de historicus Theophanes de Belijder luidde de verklaring van Kroem: 'Hier ben je, je hebt gewonnen. Dus neem wat je wilt en ga met vrede.' Nikephoros, overmoedig van zijn succes, negeerde hem.
Terwijl de troepen van Nikephoros bezig waren met het plunderen van de Bulgaarse hoofdstad, mobiliseerde Kroem zijn volk, inclusief vrouwen en Avaarse huurlingen om de Byzantijnen te omsingelen en hinderlagen in de bergpassen te plaatsen. Volgeladen met buit keerde Nikephoros terug richting Constantinopel. De overmoedige keizer verzuimde  verkenners vooruit te sturen. Op 25 juli kwam zijn leger aan de Vărbitsa Pas, die afgesloten was met dikke houten muren. De keizer raakte in paniek. De Bulgaren blokkeerden nu ook de andere kant van de vallei. Nikephoros zette zijn kamp op, ondanks de bedenkingen van zijn generaals. 's Nachts sloegen de Bulgaarse troepen op hun schilden en daagden de Byzantijnen uit, de moed zakte in hun schoenen.
De volgende ochtend vielen de Bulgaren aan, de Byzantijnen renden om hun leven. De Bulgaren dreven de op hol geslagen troepen richting een modderige rivier. De eersten bleven met hun paarden in de modder steken en werden vertrapt door degenen die daarna kwamen. De rivier was gevuld met zoveel doden dat de achtervolgende Bulgaren hen gemakkelijk konden inhalen. Degenen die er in slaagden de rivier over te steken, bereikten een houten muur die hoog en dik was. De Byzantijnen lieten hun paarden achter en begonnen met handen en voeten de muur te beklimmen. De Bulgaren hadden aan de andere kant van de muur een diepe gracht gegraven en toen de Byzantijnse soldaten de wallen overstaken, stortten ze naar beneden en braken hun ledematen. De Byzantijnse troepen staken de muur op verschillende plaatsen in brand, maar terwijl ze zich haastten om eroverheen te komen, vielen ook zij samen met de brandende delen van de palissade in de gracht. Bijna iedereen kwam om, sommigen werden gedood door het zwaard, anderen verdronken in de rivier of raakten dodelijk gewond nadat ze van de muur waren gevallen en sommigen stierven in het vuur.

## Gevolgen
Slechts enkelen overleefden de nederlaag. Het meest in het oog springend slachtoffer was keizer Nikephoros zelf, die volgens historici stierf op een mesthoop op de dag van de strijd. Zijn zoon Staurakios had een levensbedreigende wond aan zijn nek opgelopen en werd door de keizerlijke lijfwacht in veiligheid gebracht.  Zes maanden later stierf hij aan zijn verwondingen. Volgens de overlevering had khan Krum, de schedel van de keizer, bekleed met zilver en gebruikte het als drinkbeker.
De Slag bij Pliska was een van de ergste nederlagen in de Byzantijnse geschiedenis. Voor meer dan 150 jaar zullen de Byzantijnen zich niet meer ten noorden van de Balkan wagen.  Het Eerste Bulgaarse rijk zal zijn grootste omvang bereiken.